# Giovanni Sarchioto
Giovanni Sarchioto (ur. 30 września 1997) − włoski bokser kategorii średniej, młodzieżowy wicemistrz Europy z 2014.

## Kariera amatorska
W październiku 2014 zdobył brązowy medal na młodzieżowych mistrzostwach Europy. W finale przegrał z Chorwatem Luką Planticiem.